# ナックラヴィー
ナックラヴィー（Nuckelavee）またはヌックラヴィーはオークニー諸島の民間伝承に登場するフーア（水妖）、悪魔の一種。海中に住む半人半馬の怪物で、不作や病の流行や干ばつをもたらすとされている。
ケンタウロスに似て馬の様な体に人の様な上半身がついているが、ブタの様な鼻面と長く裂けた口を持ち、赤い大きな一つ目で燃え盛る石炭のように真っ赤にぎらぎらしている。前足の周りには亀の足のようなぴらぴらとした肉厚のひれがあり、鯨のように大きな口からは煮立った薬缶から蒸気が飛び出るように息がうねって吐き出されている。背中には大男の上半身が乗っている。足はなく両手は地面に届くほど長い。頭は藁をよってこしらえたロープが玉になって巻かれているようで1メートルの幅がある。その頭が重そうに前後に揺れて首が支えるには重そうだったという。
最も気持ちの悪い特徴は、皮膚のない剥き出しの筋肉が脈打っているという点である。黄色い血管の中を黒い血が流れているのが見え、太い白い筋肉が伸びたりよれたりするという。
作物をしおれさせる毒の息を吐き、家畜や人間を食らうとも伝えられる。しかし、皮膚がなく淡水を嫌うため、淡水かけると追い返すことができる。同様の理由からナックラヴィーに追いかけられた場合には川をまたぐと追いつくことができないという。
また、海藻を焼いた時の煙の臭いも嫌うが、これを行なうとナックラヴィーは激しく怒り、モータシーン（Mortasheen）と呼ばれる馬の不治の病をばら撒く。
オークニー諸島に伝わる精霊である海のミザー（Sea Mither）は、ナックラヴィーを操ることのできる唯一の存在であり、夏の間は彼女によって海の底に閉じ込められているという。
幾つかの報告によると、ナックラヴィーは以上の特徴の他、二つの小さな腕と巨大な頭を持つという。
海坊主（ナックラビー）とも言う。